# 馬鞍山信義學校
基督教香港信義會馬鞍山信義學校（英語：ELCHK Ma On Shan Lutheran Primary School）是一所基督教背景的資助中文小學，辦學團體為基督教香港信義會，於1987年創立。學校位於香港馬鞍山恒安邨。
基督教香港信義會馬鞍山信義學校接收於2007年9月結業的耀安邨嗇色園主辦可暉學校未能於原校畢業的學生繼續升學。

## 歷史

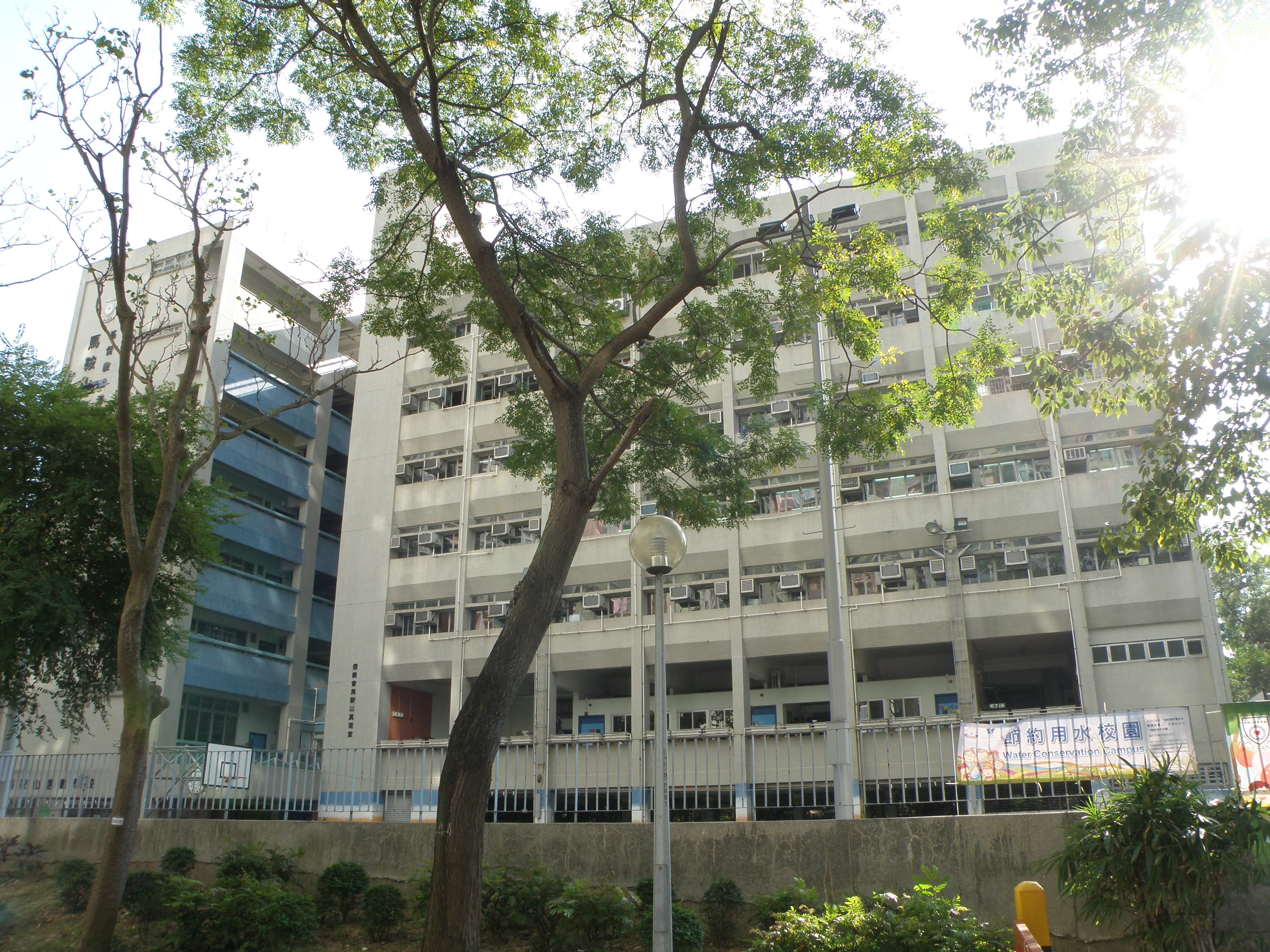
馬鞍山信義學校校舍外觀

1950年代中國大批難民遷居至馬鞍山，美國豫中信義差會派遣教士到馬鞍山傳揚福音，並開設恩光堂及真理堂。於馬鞍山村的恩光堂開辦學校，於1952年7月註冊成立「員工子弟信義學校」，到1953年更名「信義恩光小學」，為區內礦工子女提供免費教育。1958年由私立小學轉為政府津貼學校。直至1976年，由於礦場結束，居民遷出市區，信義恩光小學於8月26日宣告停辦。及後，「信義恩光小學」於12年後在恒安邨易名復辦。

## 歷屆行政人員

### 校監
- 蓋英輝 先生[1]
- 余瑞堯 先生

### 校長
- 謝超武 先生[1]
- 簡淑菁 女士

## 著名/傑出校友
- 容祖兒（1992年）：香港女歌手[2]
- 王祖藍（1992年）：香港男藝人[2]
- 黃翠紅   (1992年) : 容祖兒，王祖藍的同級同學，蕭正楠的姨子
- 黃翠如（1993年）：香港女演員[3]
- 賴慰玲：香港女演員
- 劉駿軒（中途轉學）：網名為「劉馬車」，香港受爭議的網絡紅人，曾干犯多宗罪行
- 張秀文：香港女藝人[4]
- 倪嘉雯（2007年）：香港女藝人

## 外部連結
- 基督教香港信義會馬鞍山信義學校 （页面存档备份，存于）
- 基督教信義會對馬鞍山礦工的慈惠事業[永久]
- 基督教香港信義會馬鞍山信義學校facebook
- 馬鞍山信義學校 OpenSchool學校概覽